# SES-15
SES-15 — геостационарный спутник связи, принадлежащий люксембургскому спутниковому оператору, компании SES. Первый полностью электрический спутник компании. Спутник предназначен для предоставления телекоммуникационных услуг для пользователей Северной Америки, а также для VSAT-сетей, морского и авиатранспорта в Тихоокеанском регионе.
Построен на базе новейшей космической платформы Boeing 702SP американской компанией Boeing, контракт был подписан в феврале 2015 года. Электроснабжение обеспечивают два крыла солнечных батарей и аккумуляторные батареи. Мощность спутника — до 8 кВт. Платформа использует полностью электрическую двигательную установку XIPS (Xenon Ion Propulsion System), рабочим телом для которой служит ксенон. Все орбитальные манёвры и корректировки, как для перехода на геостационарную орбиту, так и для удержания спутника в точке стояния, осуществляется с помощью этой установки, без использования химического ракетного топлива. Малый расход топлива двигательной установкой позволяет значительно снизить стартовый вес спутника, но низкие показатели тяги двигателей существенно увеличивают время выхода на рабочую орбиту. Ожидаемый срок службы спутника — 15 лет. Стартовая масса спутника составляет 2302 кг.
На спутник установлена смешанная полезная нагрузка высокой пропускной способности Ka- и Ku-диапазона. Также спутник оборудован системой WAAS, используемой для поправок данных GPS-навигации. Контракт подписан с основным подрядчиком, компанией Raytheon, система будет использоваться Федеральным управлением гражданской авиации США (FAA).
Спутник будет располагаться на орбитальной позиции 129° западной долготы.
Оператором запуска является компания Arianespace, контракт с ней подписан в марте 2015 года. Ожидалось, что спутник будет запущен одним из сопассажиров на ракете-носителе «Ариан-5», но затем было принято решение использовать для запуска ракету-носитель «Союз-СТ-А» в рамках миссии VS17.
Запуск состоялся 18 мая 2017 года в 11:54 UTC ракетой-носителем «Союз-СТ-А» с разгонным блоком «Фрегат М», со стартовой площадки ELS космодрома Куру во Французской Гвиане. Спустя 5 часов 18 минут после старта, спутник SES-15 был выведен на субсинхронную геопереходную орбиту с параметрами 2207 × 31 349 км, наклонение 5,99°